# Верхня межа вибуховості
Верхня межа вибуховості, верхня вибухова межа (М.в.в.) (рос. предел высший (верхний) взрывной, высший предел взрываемости; англ. upper limit of explosibility, нім. obere Grenze f der Explosivität) — максимальна об'ємна концентрація горючого вуглеводневого газу в газоповітряній суміші, за якої подальше збільшення вмісту вуглеводневого газу робить суміш невибуховою під дією джерела запалювання (підвищення температури).
М.в.в. характеризується кількістю повітря (кисню), недостатньою для перебігу реакції горіння з вибухом чи без нього. Струмінь горючого газу з концентрацією понад М.в.в., надходячи в повітря і змішуючись з ним, згорає спокійним полум'ям. Значина М.в.в. залежить від тиску; для метану в суміші з повітрям М.в.в. становить ~15,2 %.